# Combat de Zele
Guerre des Paysans
Batailles
- Saint-Nicolas
- 1er Boom
- Merchtem
- Zele
- Malines
- 2e Boom
- Hooglede
- Moorslede
- Zonnebeke
- 1er Diest
- 1er Louvain
- Alost
- Turnhout
- Enghien-Hal
- Hérinnes
- Audenarde
- Leuze
- 2e Louvain
- Ingelmunster
- Duffel
- Herentals
- Arzfeld
- Clervaux
- Amblève
- Stavelot
- Pollare
- Londerzeel
- Kapelle-op-den-Bos
- Bornem
- Meerhout
- 2e Diest
- 3e Diest
- Mol
- Jodoigne
- Marilles
- Beauvechain
- Hélécine
- Kapellen
- Meylem
- Hasselt

Le combat de Zele se déroule le 23 octobre 1798 pendant la guerre des Paysans. Il s'achève par la victoire des républicains qui repoussent une attaque des insurgés contre le bourg de Zele.

## Prélude
Le 20 octobre 1798 l'insurrection éclate dans les environs de Bornem, le lendemain 300 à 400 paysans s'emparent de la ville, renversent l'arbre de la liberté et libèrent plusieurs prisonniers. Emmanuel Rollier prend la tête des révoltés, prend une cocarde rouge et blanche et affirme mener la guerre en qualité de général et « breveté par M. Charles de Loupoigne au nom de l'archiduc Charles d'Autriche ».

## Déroulement
Le 22, avec 400 à 500 hommes, Rollier entre dans Termonde qu'il tient jusqu'au 25. Le 23, les insurgés attaquent Zele, mais les Français, qui forment la garnison de la place, ont barricadé les rues. Les rebelles lancent trois assauts mais ils sont tous repoussés.